# ساهاک خاچاطریان
ساهاک هایریکی خاچاطریان (ارمنی: Սահակ Հայրիկի Խաչատրյան؛  زادهٔ ۱ آوریل ۱۹۲۹ - درگذشته ۱۶ ژانویهٔ ۲۰۱۶) یک آسیب‌شناس و فیزیولوژیست اهل ارمنستان بود.

## زندگی‌نامه
در ۱ آوریل ۱۹۲۹ در ایروان به دنیا آمد و از دانشگاه پزشکی دولتی ایروان (۱۹۵۱) فارغ‌التحصیل شد. وی در دانشگاه پزشکی دولتی ایروان فعالیت می‌کرد.  وی همچنین برنده دانشمند شایسته ارمنستان شوروی (۱۹۹۰) شده است. وی در ۱۶ ژانویهٔ ۲۰۱۶ در سن ۸۶ سالگی در ایروان درگذشت.

## یادداشت
1. ↑  բժշկական գիտությունների դոկտոր